# 1954년 동독 국민투표
1954년 동독 국민투표는 1954년 6월 29일 독일민주공화국에서 평화조약을 조인하고 점령군을 철수시킬 것인가, 유럽 방위 공동체와 일반 조약에 가입하고 50년간 점령군을 주둔시킬 것인가에 대한 국민투표로, 93.46%의 찬성으로 통과되었다

## 결과
| 점령군 철수    | 점령군 철수 | 점령군 철수 |
| 찬성 또는 반대 | 득표수      | 득표율      |
| -------------- | ----------- | ----------- |
| 찬성           | 12,131,730  | 93.46%      |
| 반대           | 849,063     | 6.54%       |
| 총 득표수      | 13,397,640  | 100.00%     |
| 투표율         | 98.6%       | 98.6%       |
| 유권자수       | 13,588,397  | 13,588,397  |